# Loes Gunnewijk
Loes Gunnewijk (Groenlo, 27 novembre 1980) è un'ex ciclista su strada e ciclocrossista olandese, attiva tra le Elite dal 2002 al 2015. Su strada si è aggiudicata una Univé Ronde van Drenthe, gara di Coppa del mondo, e due titoli nazionali.
Nel 2005 ha conseguito la laurea in Scienze sportive e dell'attività fisica presso la Scuola di movimento umano e sport dell'Università Windesheim di Zwolle.

## Carriera
Originaria della Gheldria, Gunnewijk cresce praticando calcio, nuoto, equitazione. In gioventù si dedica (nei mesi invernali) al pattinaggio di velocità su ghiaccio, gareggiando per i club Lonneker di Enschede e Neede di Deventer; nei mesi estivi, come allenamento, pratica invece corsa, pattinaggio in linea e ciclismo. Si avvicina così alle due ruote, decidendo quindi di dedicarvisi a pieno tempo.
Nel 2001 debutta da Elite con il team RTC De Stofwolk, mentre l'anno dopo passa al team Ondernemers van Nature (divenuto poi Vrienden van het Platteland). Rimane in questa squadra fino a tutto il 2005, conseguendo le prime vittorie: spicca nel novero il successo nella cronometro finale del Giro Donne 2003, quella con arrivo a Venezia. Nel 2005 e nel 2006 – anno in cui passa alla Buitenpoort/Flexpoint – si aggiudica due tappe nel prestigioso Tour de l'Aude in Francia; nel 2006 a Oudenbosch consegue inoltre, dopo i tre secondi posti nelle stagioni 2002, 2004 e 2005, il titolo di campionessa nazionale a cronometro.
Dopo altri tre anni alla Flexpoint in cui a livello individuale UCI su strada coglie soltanto piazzamenti (è seconda nella Chrono Champenois 2008 e nella Univé Ronde van Drenthe 2009), all'inizio del 2010 si trasferisce al Team Nederland Bloeit, la squadra di Marianne Vos. In quell'annata riuscirà ad aggiudicarsi, grazie ad uno scatto nell'ultimo chilometro di corsa, l'Univé Ronde van Drenthe, gara valida per la Coppa del mondo; otterrà poi la vittoria del titolo nazionale in linea proprio davanti a Vos.
Nel 2012 passa tra le file della squadra australiana GreenEDGE-AIS, gareggiando spesso con i gradi di capitano. In febbraio vince l'Omloop Het Nieuwsblad in Belgio; in estate prende invece parte alla prova in linea su strada dei Giochi olimpici di Londra, concludendo fuori tempo ma contribuendo al successo della connazionale ed ex compagna di club Marianne Vos. In settembre coglie infine, con il sestetto Orica-AIS, la medaglia d'argento nella cronometro a squadre ai campionati del mondo di Valkenburg.

## Palmarès

### Strada
- 2002 (Ondernemers van Nature)

Omloop van Borsele
- 2003 (Ondernemers van Nature)

10ª tappa Giro d'Italia (Mira > Venezia, cronometro)
4ª tappa Tour de la Haute-Vienne
- 2004 (Ondernemers van Nature-Vrienden van het Platteland)

3ª tappa Ster van Walcheren (Kamperland, cronometro)
3ª tappa Grote Prijs Boekel
Classifica generale Grote Prijs Boekel
- 2005 (Vrienden van het Platteland)

5ª tappa Tour de l'Aude (Castelnaudary > Castelnaudary)
1ª tappa Grote Prijs Boekel
3ª tappa Grote Prijs Boekel
Classifica generale Grote Prijs Boekel
- 2006 (Buitenpoort-Flexpoint)

3ª tappa Tour de l'Aude (Port-la-Nouvelle, cronometro)
Campionati olandesi, prova a cronometro
2ª tappa Euregio Tour (Kerkrade > Sibbe)
- 2009 (Team Flexpoint)

Campionati dei Paesi Bassi occidentali, prova in linea
- 2010 (Team Nederland Bloeit)

Univé Ronde van Drenthe
Campionati olandesi, prova in linea
- 2011 (Team Nederland Bloeit)

3ª tappa Holland Tour (Breda > Breda)
- 2012 (GreenEDGE-AIS)

Omloop Het Nieuwsblad
Campionati dei Paesi Bassi occidentali, prova a cronometro

#### Altri successi
- 2006 (Buitenpoort-Flexpoint)[4]

Witten-Heven (criterium)
1ª tappa Tour de l'Aude (Gruissan, cronosquadre)
4ª tappa, 2ª semitappa, Route de France (Checy, cronosquadre)
- 2007 (Team Flexpoint)

1ª tappa Emakumeen Bira (Iurreta, cronosquadre)
- 2008 (Team Flexpoint)

2ª tappa Tour de l'Aude (Port-la-Nouvelle, cronosquadre)
Gouden Pijl Emmen (criterium)
- 2009 (Team Flexpoint)[4]

Nettetal-Breyell (criterium)
Gouden Pijl Emmen (criterium)
Ronde van Luttenberg (criterium)

### Ciclocross
- 2004

Kasteelcross (Vorden)
- 2005

Veldrit Boxtel (Boxtel)
Silvester-Cross (Herford)
- 2006

Nationale Veldrit van Dordrecht (Dordrecht)
Kasteelcross (Vorden)
- 2008

Kasteelcross (Vorden)
- 2009

Kasteelcross (Vorden)

## Piazzamenti

### Grandi Giri
- Giro d'Italia

2003: 55ª
2006: 14ª
2007: 43ª
2009: ritirata
2011: 51ª
2012: 36ª
2013: 57ª
2014: 74ª

### Competizioni mondiali
- Campionati del mondo su strada

Hamilton 2003 - Cronometro Elite: 34ª
Hamilton 2003 - In linea Elite: fuori tempo
Verona 2004 - Cronometro Elite: 31ª
Verona 2004 - In linea Elite: ritirata
Madrid 2005 - In linea Elite: 40ª
Salisburgo 2006 - Cronometro Elite: 21ª
Salisburgo 2006 - In linea Elite: 22ª
Mendrisio 2009 - In linea Elite: 45ª
Melbourne 2010 - In linea Elite: 31ª
Copenaghen 2011 - In linea Elite: 95ª
Limburgo 2012 - Cronosquadre: 2ª
Limburgo 2012 - In linea Elite: ritirata
Toscana 2013 - Cronosquadre: 3ª
Toscana 2013 - Cronometro Elite: 14ª
Toscana 2013 - In linea Elite: ritirata
- Giochi olimpici

Londra 2012 - In linea: fuori tempo